# Little River (Kansas)
Little River és una població dels Estats Units a l'estat de Kansas. Segons el cens del 2000 tenia 536 habitants.

## Demografia
Segons el cens del 2000, Little River tenia 536 habitants, 202 habitatges, i 131 famílies. La densitat de població era de 627,1 habitants/km².
Dels 202 habitatges en un 31,2% hi vivien nens de menys de 18 anys, en un 54% hi vivien parelles casades, en un 7,9% dones solteres, i en un 35,1% no eren unitats familiars. En el 33,2% dels habitatges hi vivien persones soles el 20,3% de les quals corresponia a persones de 65 anys o més que vivien soles. El nombre mitjà de persones vivint en cada habitatge era de 2,4 i el nombre mitjà de persones que vivien en cada família era de 3,02.
Per edats la població es repartia de la següent manera: un 25,9% tenia menys de 18 anys, un 6,5% entre 18 i 24, un 24,3% entre 25 i 44, un 17% de 45 a 60 i un 26,3% 65 anys o més.
L'edat mediana era de 40 anys. Per cada 100 dones de 18 o més anys hi havia 73,4 homes.
La renda mediana per habitatge era de 30.066 $ i la renda mediana per família de 33.125 $. Els homes tenien una renda mediana de 26.000 $ mentre que les dones 20.833 $. La renda per capita de la població era de 13.619 $. Entorn del 16% de les famílies i el 16,8% de la població estaven per davall del llindar de pobresa.

## Poblacions més properes
El següent diagrama mostra les poblacions més properes.